# Karklė
Karklė (deutsch Karkelbeck) ist ein Dorf im Amtsbezirk (seniūnija) Kretingalė (Deutsch Crottingen) in der litauischen Rajongemeinde Klaipėda.

## Geographische Lage
Die als Streusiedlung angelegte Ortschaft mit einer ungewöhnlich großen Gemarkungsfläche erstreckt sich fast 15 Kilometer weit entlang der Ostseeküste des historischen ostpreußischen Memellandes, etwa elf Kilometer nördlich von Klaipėda (Memel). Die Flur der Ortschaft ist durch leichten Sandboden geprägt. Der südliche Teil des Dorfs wurde ehemals Hoppen Michel genannt.
Bei dem Dorf fließt die Rikupp, ein kleiner Bach, in die Ostsee.

## Geschichte
Die Gemarkung des Dorfs reichte von der elf Kilometer nördlich von Memel gelegenen sogenannten Holländischen Mütze bis nach Nimmersatt. Die Holländische Mütze, eine etwa sechs Hektar große, vom Meer aus weithin sichtbare bewaldete Anhöhe, diente den Seefahrern als Landmarke.
Die Bewohner des 1554 gegründeten Dorfs am Ostseestrand betrieben traditionell Landwirtschaft und Fischfang. Auf der umfangreichen Gemarkungsfläche des Bauern- und Fischerdorfs fand außerdem Bernsteinschöpferei statt. Im 19. Jahrhundert galt das königliche Dorf als dasjenige mit den ergiebigsten Bernsteinvorkommen im ganzen Umkreis.  Während der Sommermonate war Karkelbeck mit seiner ausgedehnten Dünenlandschaft ein beliebter Badeort. 
Um 1831 hatte das Dorf 49 bäuerliche Anwesen und 23 Grundbesitzer mit  eigener Scholle und Kate.  1885 wurden 93 Wohngebäude gezählt. Um die Jahreswende 1898/99 unterrichtete in der Dorfschule ein Lehrer 135 Kinder. Nach der Volkszählung im März 1897 sprachen in Karkelbeck noch 772 Einwohner Nehrungskurisch, waren also ursprünglich Nehrungskuren. Die meisten davon sprachen es nur als Fischersprache, nur 125 Einwohner gaben an, Nehrungskurisch auch als Alltagssprache zu verwenden, sonst dominierte Litauisch.
Vor 1923 und wiederum 1939–1945 war Karkelbeck eine Gemeinde im Landkreis Memel im Regierungsbezirk Gumbinnen der Provinz Ostpreußen des Deutschen Reichs.
Gegen Ende des Zweiten Weltkriegs wurde Karkelbeck am Jahresende 1944 von der Roten Armee besetzt. Die Stadt Memel fiel am 28. Januar 1945. Nach Kriegsende wurde das Memelland mit Ausnahme militärisch genutzter Gebiete von der sowjetischen Besatzungsmacht der Litauischen SSR zur Verwaltung unterstellt. Der Landstrich an der Küste mit Karkelbeck wurde zum militärischen Sperrgebiet erklärt und diente der Sowjetarmee als militärisches Übungsgelände. Die deutschen Bewohner wurden in der Folgezeit mit wenigen Ausnahmen von der litauischen Administration vertrieben.

Ortsansichten
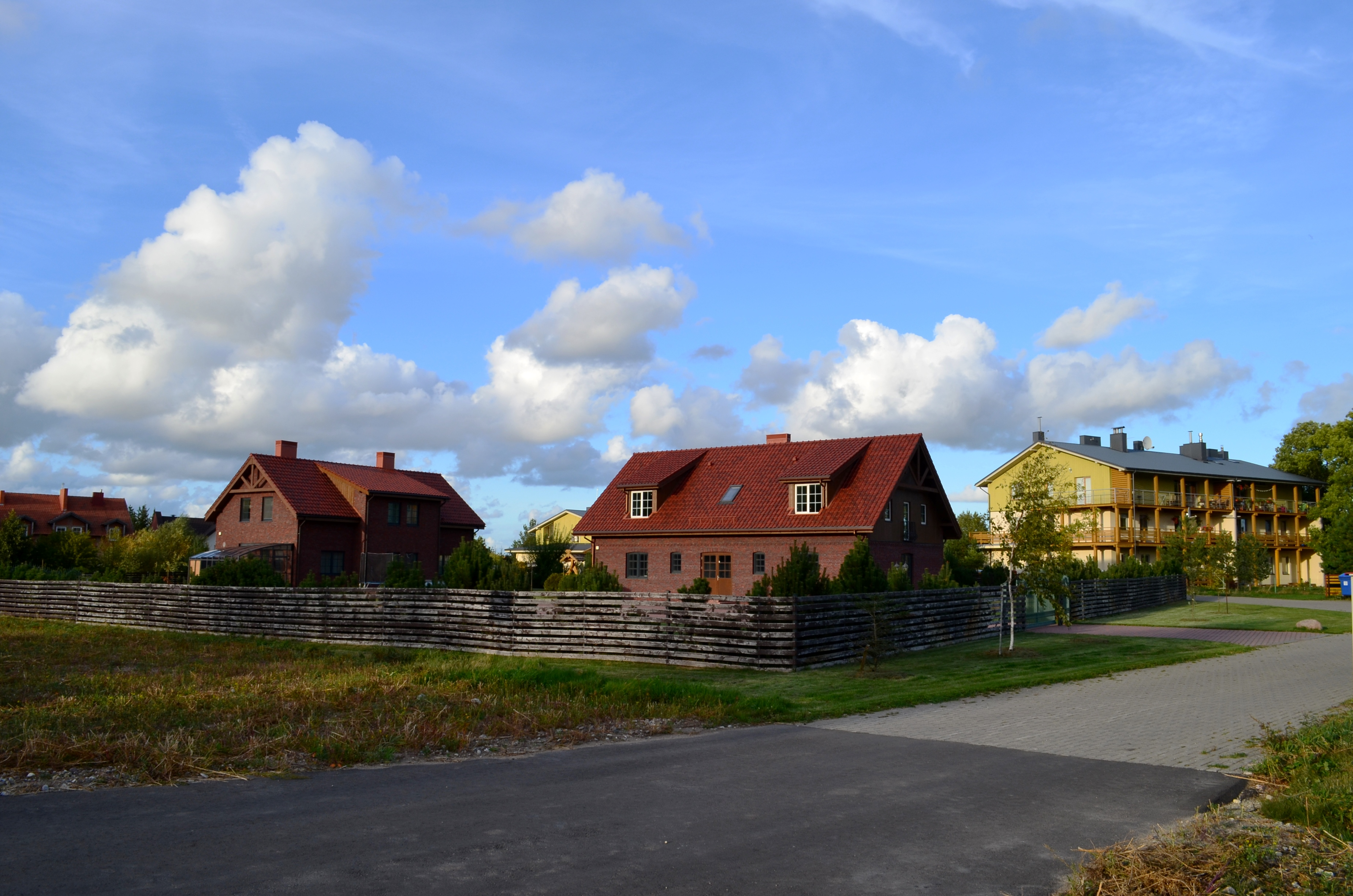
Häuser im Dorf
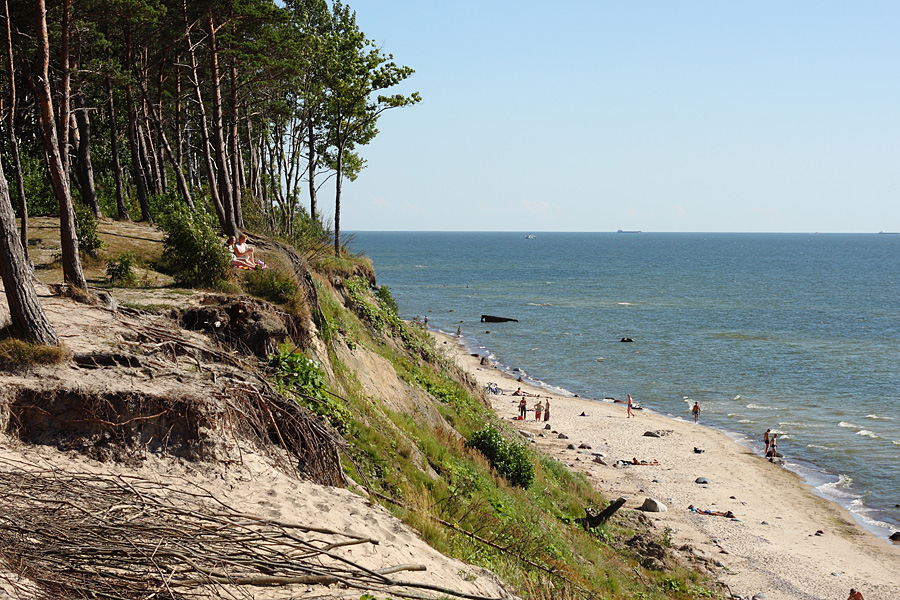
Badestrand an der Ostsee
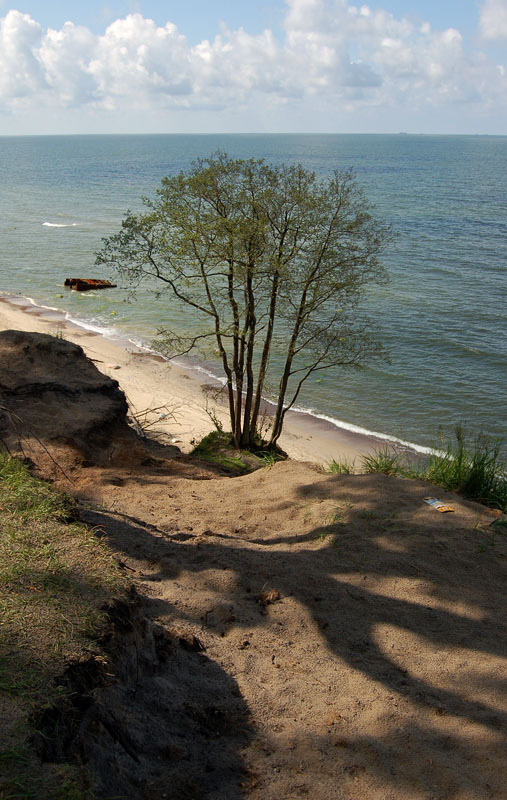
Strandabschnitt bei der südlichen bewaldeten Anhöhe Holländische Mütze
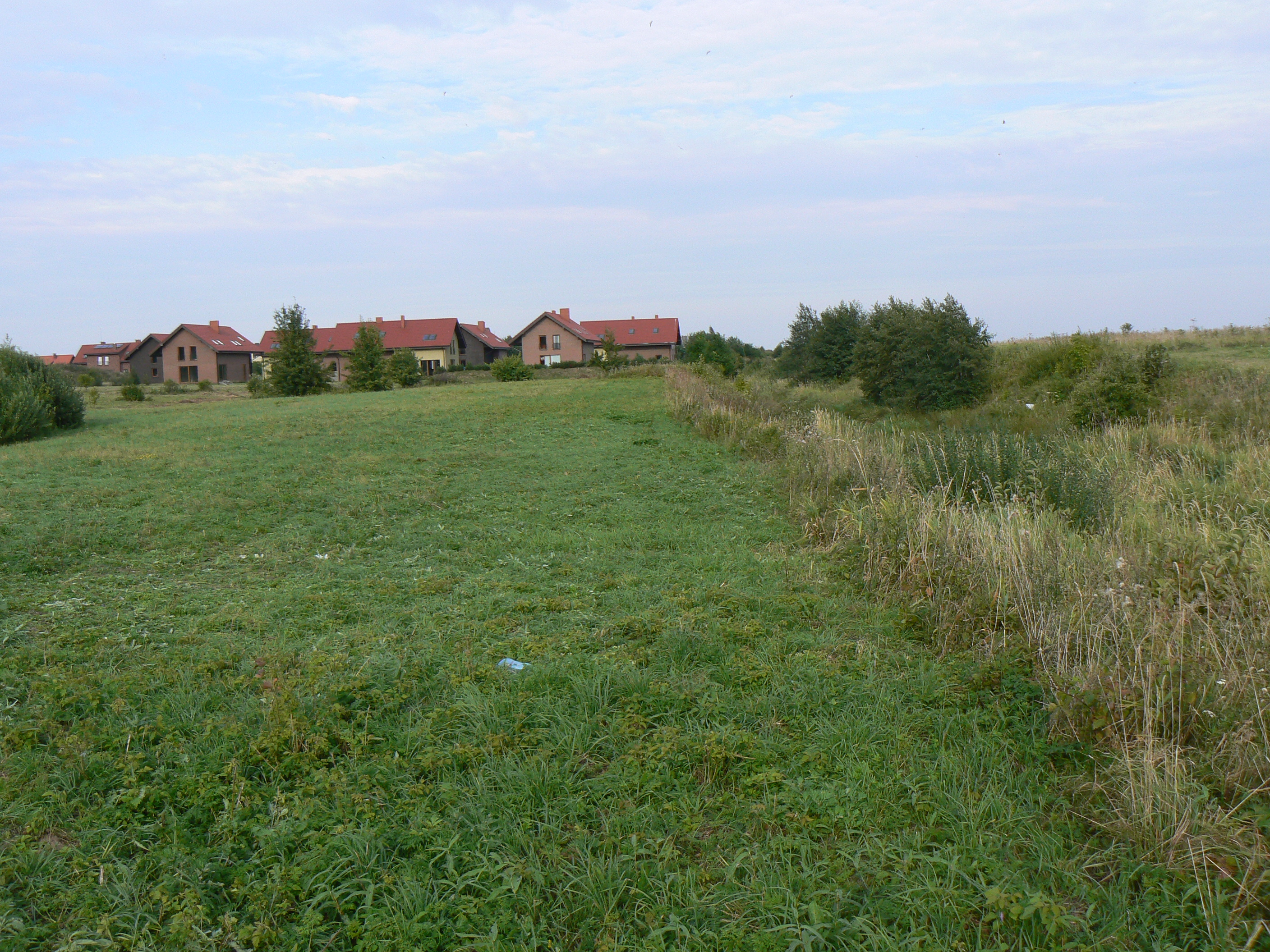
Siedlungshäuser am Bach
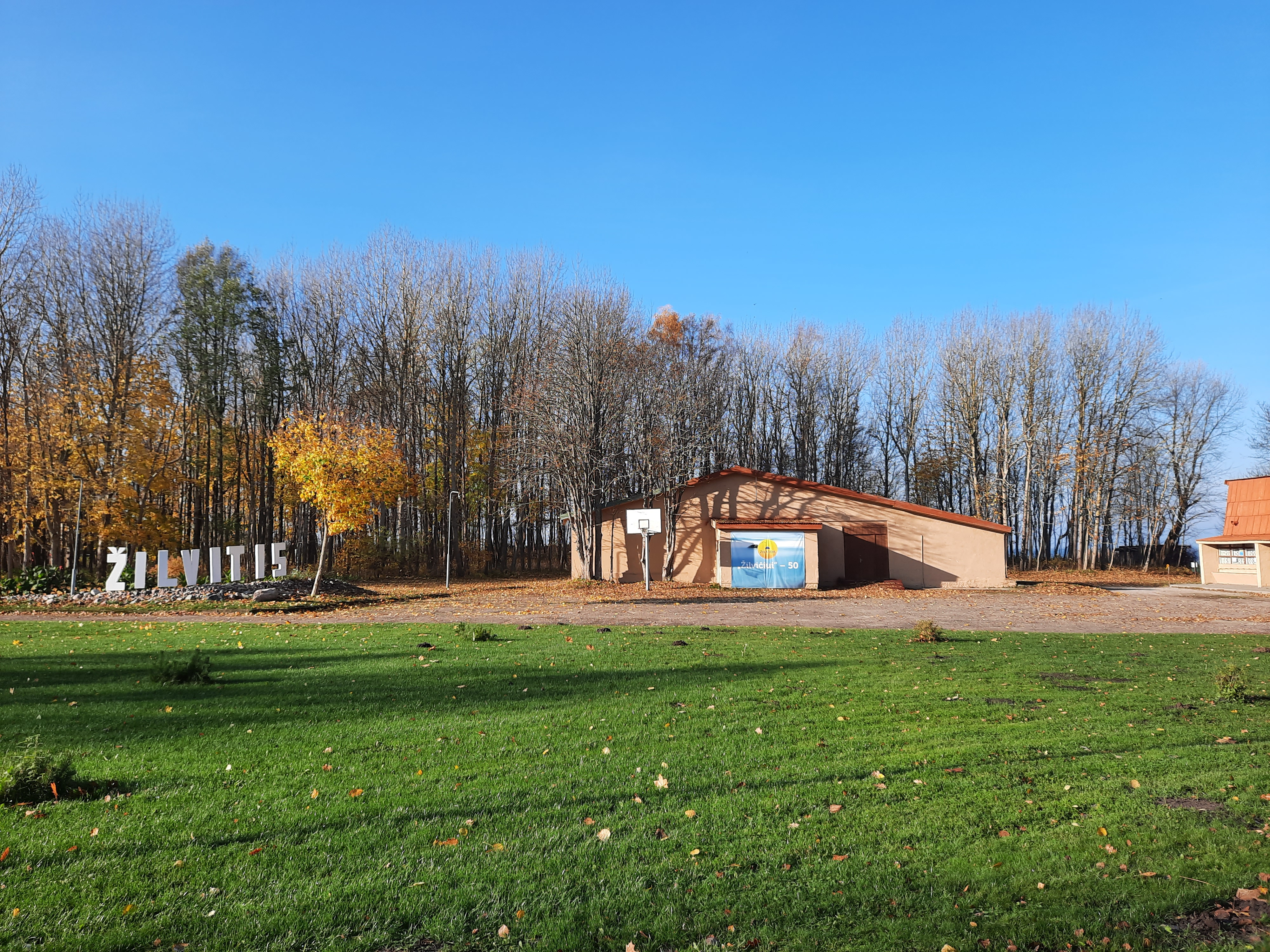
Sportplatz

### Kirchspiel
Die Evangelischen des Dorfs waren im 19. Jahrhundert in Deutsch Crottingen eingepfarrt.  1904 wurde das Kirchspiel Karkelbeck abgezweigt, das auch für einige Nachbardörfer zuständig war. 1910 erfolgte in Karkelbeck die Grundsteinlegung für eine eigene Kirche, die 1911 eingeweiht wurde.
Das Gebäude wurde nach dem Zweiten Weltkrieg zerstört, als die umliegende Küstenlandschaft von der sowjetischen Besatzungsmacht als militärisches Übungsgelände genutzt wurde und zum Sperrgebiet erklärt worden war.
Die Katholiken besuchten eine Kirche in Memel.

### Demographie
| Jahr | Einwohner | Anmerkungen |
| ---- | --------- | --- |
| 1785 | –         | 44 Feuerstellen (Haushaltungen) |
| 1818 | 302       | einschließlich Hoppen-Michel (oder, früher, Kölmisch Karkelbeck) mit 16 Einwohnern                                                                    |
| 1831 | 474       | auf einer katastrierten Gemarkungsfläche von 3804 Morgen                                                                                              |
| 1848 | 559       | in 73 Wohngebäuden; davon 549 Evangelische und zehn Katholiken                                                                                        |
| 1858 | 620       | auf einer Gemarkungsfläche von 4202 Morgen; in 75 Wohngebäuden; davon 612 Evangelische und acht Katholiken; Umgangssprache ist Litauisch              |
| 1864 | 629       | am 3. Dezember; auf einer Gemarkungsfläche von 4680 Morgen                                                                                            |
| 1867 | 782       | am 3. Dezember |
| 1871 | 758       | am 1. Dezember; in 104 Wohngebäuden und 169 Haushaltungen; davon 751 Evangelische und sieben Katholiken                                               |
| 1885 | 797       | in 93 Wohngebäuden; davon 794 Evangelische und drei Katholiken                                                                                        |
| 1898 | 890       | darunter 125 Einwohner (14 %) mit lettischer (nehrungskurischer) Muttersprache; bei der Fischerei sprechen fast 772 Einwohner (87 %) Nehrungskurisch. |
| 1910 | 899       | am 1. Dezember |
| 1925 | 841       | [ 6 ] |